# Моховое (Верховский район)
Моховое — деревня в Верховском районе Орловской области. Входит в состав Галичинского сельского поселения. Население — 6 чел. (2010).

## География
Моховое находится в северо-восточной части области на Среднерусской возвышенности.
Часовой пояс
деревня Моховое, как и вся Орловская область, находится в часовой зоне МСК (московское время). Смещение применяемого времени относительно UTC составляет +3:00.

## Население
| 1857 | 1915 | 2010 |
| ---- | ---- | ---- |
| 409  | ↗441 | ↘6   |

Национальный состав
Согласно результатам переписи 2002 года, в национальной структуре населения русские составляли 89 % от общей численности населения в 9 жителей.